# Amtshauptmannschaft Wunsiedel

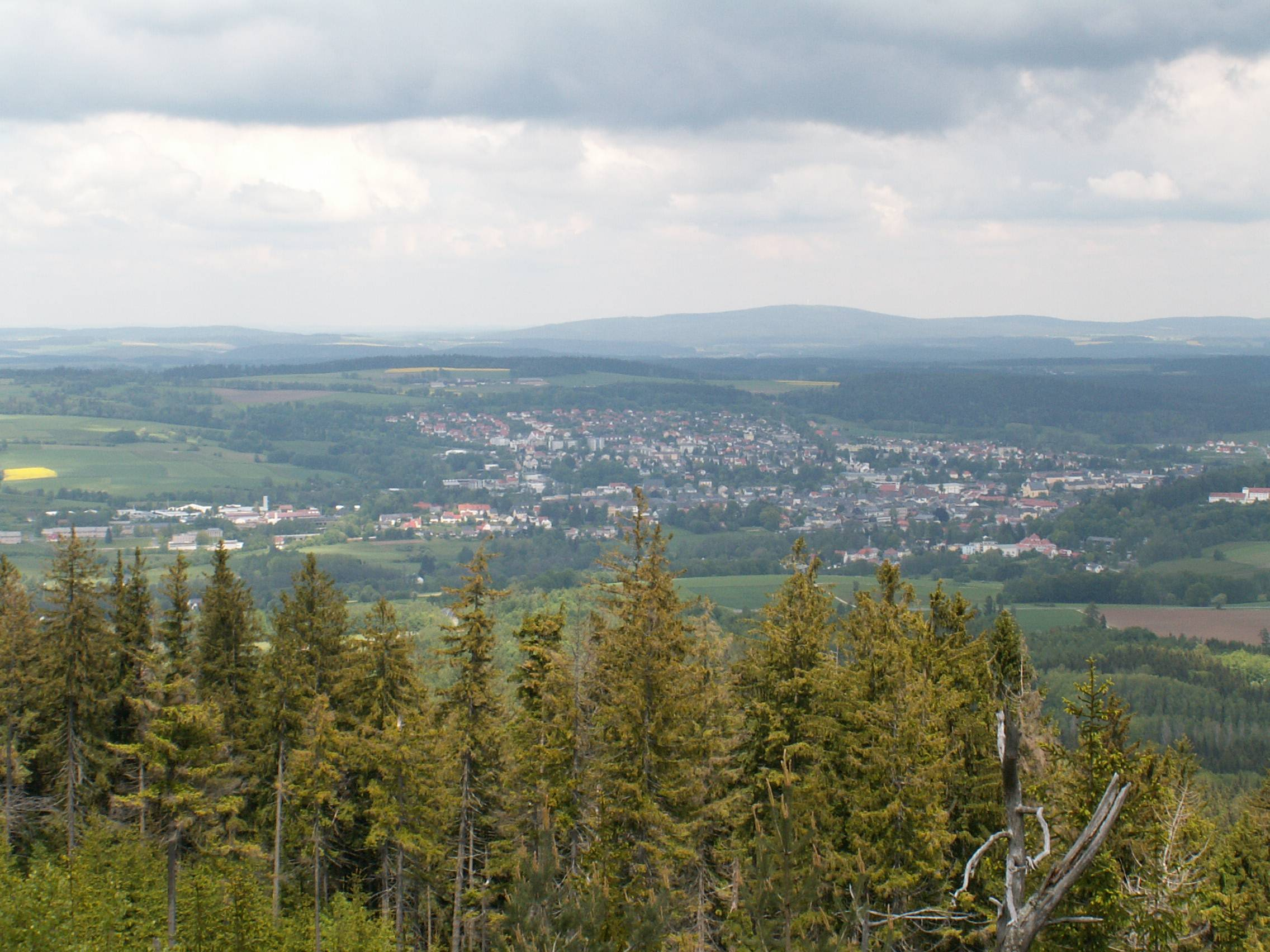
Die Stadt Wunsiedel, der ehemalige Verwaltungssitz der Amtshauptmannschaft

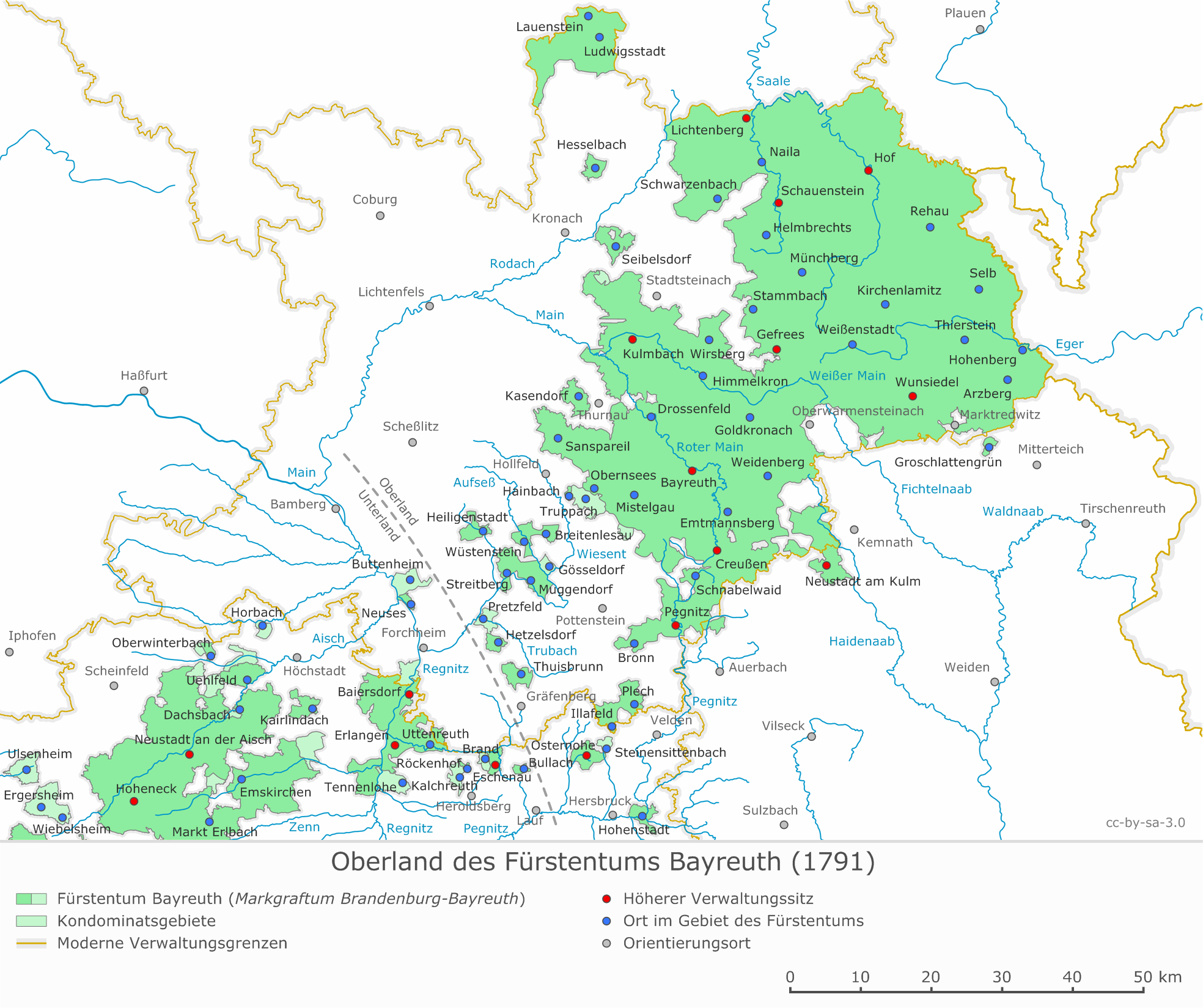
Das Oberland des Fürstentums Bayreuth mit der Amtshauptmannschaft Wunsiedel im Osten

Die Amtshauptmannschaft Wunsiedel war ein Verwaltungsgebiet des Fürstentums Bayreuth, das bis 1791/92 von einer Nebenlinie der Hohenzollern regiert wurde. Die Amtshauptmannschaft Wunsiedel war während der ersten Hälfte des 16. Jahrhunderts aus dem 1498 eingerichteten „Militärkreis Wunsiedel“ entstanden.

## Lage
Die Amtshauptmannschaft Wunsiedel grenzte im Westen an die Amtshauptmannschaft Bayreuth und das Oberamt Gefrees, im Norden an die Landeshauptmannschaft Hof, im Osten an Böhmen und im Süden an die Oberpfalz.

## Geschichte
In der Gegend gab es ursprünglich die sechs Richterämter Hohenberg, Kirchenlamitz, Selb, Thierstein, Weißenstadt und Wunsiedel, weswegen sie auch als Sechsämterland bezeichnet wurde. Die Ämter waren teils reichsunmittelbar, teils unterstanden sie der Burggrafschaft Nürnberg. In der Folgezeit fielen alle Ämter an die Burggrafschaft. Unter den Markgrafen Albrecht wurden die Ämter vereinigt. Das gemeinsame Kastenamt befand sich ursprünglich in Hohenberg, ziemlich bald darauf in Wunsiedel. Im Landbuch der Sechsämter von 1499 wurde erstmals der Umfang des Amtes beschrieben. Dadurch, dass Arzberg, Höchstädt, Marktleuthen, Schönbronn und Thiersheim späterhin die Stadt- und Marktgerechtigkeit erlangten, erhöhte sich die Zahl der Richterämter auf elf. Es kam bis Ende des 18. Jahrhunderts immer wieder zur Zusammenlegung bzw. Trennung von Richterämtern. Schließlich waren es die untenstehenden sechs Ämter.

## Struktur

### Sechsamt Wunsiedel
Dem Sechsamt Wunsiedel unterstanden folgende Orte:
Ameisenbühel, Bernstein, Bibersbach, Bödlas, Breitenbrunn, Brücklas, Dörflas, Dünkelhammer, Dürnberg, Eulenloh, Fahrenbach, Fleisenhammer, Furthammer, Göpfersgrün, Göringsreuth, Grötschenreuth, Hauenreuth, Hildenbach, Hildenmühle, Höchstädt, Hohenbrand, Holenbrunn, Juliushammer, Kleinwendern, Kühlgrün, Lengenfeld, Leupoldsdorf, Leutendorf, Manzenberg, Meußelsdorf, Nagel, Neudes, Neuenhammer, Oberredwitz, Ober- und Unterröslau, Oberwoltersgrün, Pfaffenreuth, Rauschensteig, Reichenbach, Reutlas, Rohrhütten, Rügersgrün, Sandmühle, Schneckenmühle, Schneckenhammer, Schönbrunn, Schönlind, Sichersreuth, Sinatengrün, Stollenmühle, Tiefenbach, Tröstau, Unterwoltersgrün, Valetsberg, Vierst, Valetsberg, Vordorf, Vordorfermühle, Walddorf, Wiesenmühle, Wintersberg, Wintersreuth, Wunsiedel.

### Sechsamt Weißenstadt
Dem Sechsamt Weißenstadt unterstanden folgende Orte:
Birk, Fichtenhammer, Franken, Frankenhammer, Grub, Grubbach, Grün, Hühnerhöfen, Kleinschloppen, Knopfhammer, Lehsten, Meierhof, Neuenhammer, Reinholdsgrün, Ruppertsgrün, Schönlind, Übern Weiher, Voitsumra, Weißenhaid, Weißenstadt, Weißenhaider Mühle, Zechenhaus, Ziegelhütte bei Lehsten, Zigeunermühle.

### Sechsamt Kirchenlamitz und Marktleuthen
Dem Sechsamt Kirchenlamitz und Marktleuthen unterstanden folgende Orte:
Amt Kirchenlamitz
Brunn, Buchbach, Buchhaus, Dörflas, Fahrenbühl, Fuchsmühle, Großschloppen, Großwendern, Hasenmühle, Hagenbuch, Heidelheim, Kirchenlamitz, Neudorf, Niederlamitz, Obersteinmühle, Raumetengrün, Schnepfenmühle, Spielberg, Steinselb, Untersteinmühle.
Amt Marktleuten
Habnith, Holzmühl, Leuthenforst, Marktleuthen, Neudorfermühle, Neumühle, Oberkaiserhammer.

### Sechsamt Selb
Dem Sechsamt Selb unterstanden folgende Orte:
Buchwald, Dürrloh, Erkersreuth, Grafenmühle, Grünhaid, Heuloh, Kleppermühle, Längenau, Laubbühl, Lausen, Lauterbach, Ludwigsmühle, Mittelweißenbach, Mösberg, Mühlbach, Neuenbrand, Neuhausen, Oberweißenbach, Plößberg, Reuth, Rohrlohe, Schatzbach, Schönlind, Schönwald, Schwarzenhammer, Selb, Silberbach, Sommermühle, Sophienreuth, Stopfersfürth, Unterfurth, Unterweißenbach, Vielitz, Wildenau.

### Sechsamt Thierstein und Thiersheim
Dem Sechsamt Thierstein und Thiersheim unterstanden folgende Orte:
Amt Thierstein
Birkenbühl, Blumenthal, Braunersgrün, Dangeshäuser, Dürlas, Hafendeck, Hebanz, Hendelhammer, Kaiserhammer, Kothigenbibersbach, Neuhaus, Neue Mühl, Neuenreuth, Pfannenstiel, Reichelmühle, Ruggenmühle, Schloßberg, Schwarzteich, Stemmas, Thierstein, Wampen, Wellerthal, Wendelmühle, Wendenhammer.
Amt Thiersheim
Mittelmühle, Thiersheim.

### Sechsamt Hohenberg mit Arzberg
Dem Sechsamt Hohenberg mit Arzberg unterstanden folgende Orte:
Amt Hohenberg
Hohenberg, Ottenlohe, Pfeiffermühle, Raithenbach, Rathsam, Schirnding, Seedorf, Sommerhau, Steinberg, Steinhäuser.
Amt Arzberg
Anger, Arzberg, Brand, Bergnersreuth, Dietersgrün, Flittermühle, Garmersreuth, Haag, Hammermühle bei Arzberg, Heiligenfurt, Karlmühle, Klausen, Kieselmühle, Korbersdorf, Leutenberg, Lorenzreuth, Ludelberg, Miedelmühle, Oberanger, Oberthölau, Oschwitz, Pechbrunn, Preisdorf, Rappauf, Rodermühle, Röthenbach, Schacht, Schlottenhof, Seußen, Stiegelmühle, Trompetenberg, Unterthölau, Wellerhammer, Wölsau, Wiesenmühle, Ziegelhütte.